# 1445
1445 је била проста година.

## Рођења
- 1. март — Сандро Ботичели, италијански сликар